# Атнабаева, Зинира Касимовна
Зинира Касимовна Атнабаева (баш. Зинира Ҡасим ҡыҙы Атнабаева; 21 декабря 1934, Старый Курдым — 23 апреля 2013, Уфа) — башкирская советская актриса. Народная артистка Российской Федерации (1995).

## Биография
Атнабаева Зинира Касимовна родилась 21 декабря 1934 года в деревне Старый Курдым (ныне — Татышлинского района Башкирии).
В 1959 году окончила ГИТИС имени А. В. Луначарского и стала актрисой Башкирского академического театра драмы имени Мажита Гафури.
Основным жанром выступлений актрисы является театральная комедия, также ею сыграны и драматические роли.
Также известна как драматург. Ею написаны более 40 сценариев к юбилеям знаменитых людей, в том числе и к юбилею родного брата — драматурга Ангама Атнабаева. Драма «Озолгэн туй», написанная З. К. Атнабаевой к 85-летнему юбилею Башкирского государственного академического театра, вызвала всеобщее восхищение зрителей.
Заслуженная артистка РСФСР, Народная артистка Российской Федерации и БАССР З. К. Атнабаева умерла 23 апреля 2013 года.

## Роли в спектаклях
- Туцца («Лиола» Л. Пиранделло);
- Гильми («Черноликие» М. Гафури);
- Расиля, Гандалиба («Близнецы», «Утраченные грёзы» А. Атнабаева)
- Шамсия («О, ужас!..» Н. Гаитбая)
- Марта («Женщины Нискавуори» Х.Вуолийоки)
- леди Макдуф («Макбет» У. Шекспира)
- Ямиля, Унганбикэ («Похищение девушки» М.Карима)
- Татьяна Краснова («Грех да беда на кого не живёт» А. Н. Островского)
- Бану («День рождения любимого» И. Юзеева)
- Фатиха («Измена предкам» Ф. Богданова) и другие.

## Фильмография
- Мархаба в фильме «Радуга над деревней» (2000) рёж. Б. Юсупова[6].

## Произведения
- Прошлое оживает в памяти (Уҙған ғүмер-иҫтәлек) / З. К. Атнабаева. — Уфа : Китап, 2009. — 130 с.

## Награды и звания
- Народная артистка Российской Федерации (27 января 1995) — за большие заслуги в области искусства
- Заслуженная артистка РСФСР (1981)
- Народная артистка Башкирской АССР (1977)
- Премия имени Ангама Атнабаева[7].

Награждена дипломом I-й степени Фестиваля польской драматургии в СССР за роль Швеи в трагикомедии Г. Запольской «Их четверо» (1976, реж. Изабелла-Мария Цивиньска, Польша), II-й премией смотра сценических произведений по драматургии А. П. Чехова в Таганроге за роль Сарры в спектакле «Иванов» (1979, реж. Ш. М. Муртазина), а на проходившем в городе Салавате фестивале «Театральная весна — 1994» была удостоена диплома.